# 1977 في الجزائر
فيما يلي قوائم الأحداث التي وقعت خلال عام 1977 في الجزائر.

## سياسة

### تعيين في المنصب
- 23 أبريل – أحمد بن الشريف وزير الري و استصلاح الأراضي و حماية البيئة.

## مواليد

### يناير
- 1 يناير – لودفيك محمد زاهيد ناشط لحقوق المثليين فرنسي من أصول جزائرية.

### مارس
- 27 مارس – خير الدين مضوي
- 29 مارس – سعيد قرني عيسى جبير
- 31 مارس – علي مومن لاعب كرة قدم جزائري.

### أبريل
- 3 أبريل – الوناس بن دحمان
- 5 أبريل – منصف ويشاوي لاعب كرة قدم جزائري.

### مايو
- 27 مايو – عبد الرحمن حماد منافِس أوليمبي جزائري.

### سبتمبر
- 28 سبتمبر – الوناس قواوي لاعب كرة قدم جزائري.

### نوفمبر
- 14 نوفمبر – فاروق بلقايد لاعب كرة قدم جزائري.
- 15 نوفمبر – نور الدين دهام لاعب كرة قدم جزائري.
- 24 نوفمبر – صابرينا دراوي مخرجة أفلام جزائرية.
- 30 نوفمبر – إبراهيم زافور لاعب كرة قدم جزائري.

### ديسمبر
- 7 ديسمبر – يوسف عابدي
- 14 ديسمبر – نذير هلال لاعب كرة قدم جزائري.

## وفيات
- 19 يونيو – ياسمينة دوار(مواليد 1941)ممثلة جزائرية.

- 17 أغسطس – مفدي زكريا (مواليد 1908) شاعر جزائري.

- 15 نوفمبر – شارلوت دو موناكو (مواليد 1898)